# Анегри

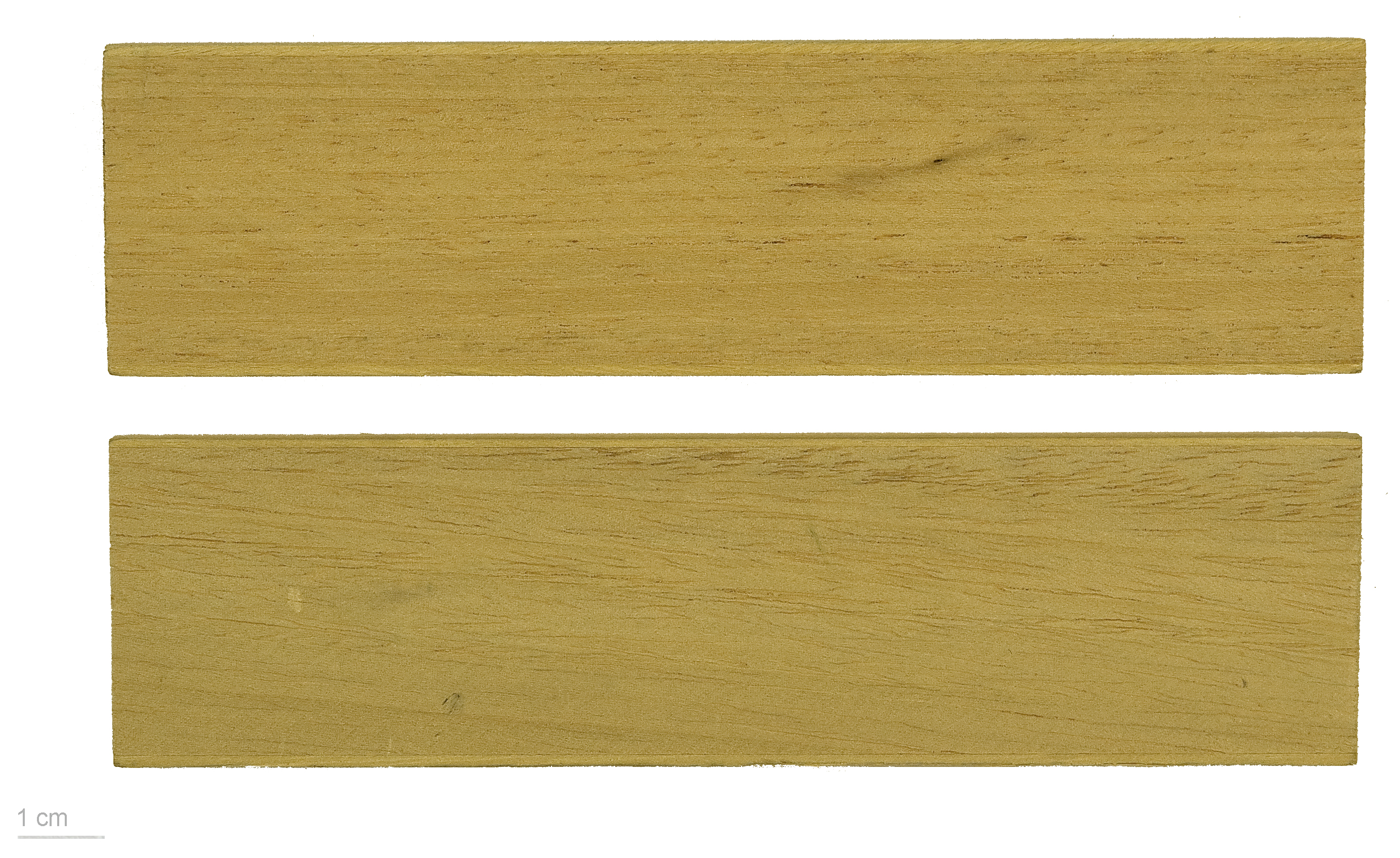
Aningeria sp — Тулузский музеум

Анегри (лат. Anegeria) — порода древесины, ботаническое название Aningeria altissima или Pouteria altissima семейства Сапотовые (лат. Sapotaceae), рода Путерия (лат. Pouteria).
В Уганде торговое название Osan (Osen), в Кении — Mukangu.

## Дерево
Зародилось в Западной Африке. Сейчас также распространено в тропических дождевых лесах Восточной Африки. Тропическое дерево лиственной породы, высокорослое с прямым цилиндрическим стволом бледно-серого цвета. Достигает до 36 (55) м в высоту, диаметр ствола составляет до 2,4 м. Цветки имеют окраску от бледно-желтого до зелено-кремового цвета, ароматные. Плоды красные, чаще шаровидные до 2 см в диаметре.
Физические и механические свойства древесины зависят от места и условий роста.

## Использование
Используется для производства шпона. Цвет древесины от красно-серого до жёлто-коричневого. Часто на древесине бывают изъяны — черные пятна. Порода достаточно устойчива к погодным условиям, а также насекомыми и грибковым поражениям. После обработки древесину необходимо как можно скорее высушить, так как она подвержена появлению синевы.
Твердость оценивается, как средняя, по шкале Бринелля 4,4. Вес имеет средний показатель. Древесина имеет высокую плотность 550 кг/м3. Имеет высокую прочность на изгиб, в этом сравнима с тиком.
Применяется для изготовления декоративных изделий, мебели и отделки интерьеров.